# Angatuba (ort)
Angatuba är en ort i Brasilien.   Den ligger i kommunen Angatuba och delstaten São Paulo, i den södra delen av landet, 900 km söder om huvudstaden Brasília. Angatuba ligger 627 meter över havet och antalet invånare är 14 476.
Terrängen runt Angatuba är platt åt nordväst, men åt sydost är den kuperad.
Omgivningarna runt Angatuba är huvudsakligen savann. Runt Angatuba är det glesbefolkat, med 19 invånare per kvadratkilometer.